# Thor Agena B
Thor Agena B – dwuczłonowa amerykańska rakieta nośna używana przez Siły Powietrzne Stanów Zjednoczonych. Była używana niemal wyłącznie do wystrzeliwania tajnych satelitów wywiadowczych programu CORONA. Jej wariantem była rakieta Thor SLV-2A Agena B, posiadająca dodatkowo 3 dopalacze Castor 1.

## Chronologia
1. 26 października 1960, 20:26 GMT; s/n 253-1061; miejsce startu: Vandenberg (LC 75-3-4), USA
Ładunek: Discoverer 16; Uwagi: start nieudany – człon Agena B nie odłączył się od rakiety
2. 12 listopada 1960, 20:43 GMT; s/n 297-1062; miejsce startu: Vandenberg (LC 75-3-5), USA
Ładunek: Discoverer 17; Uwagi: start udany
3. 7 grudnia 1960, 20:20:58 GMT; s/n 296-1103; miejsce startu: Vandenberg (LC 75-3-4), USA
Ładunek: Discoverer 18; Uwagi: start udany
4. 20 grudnia 1960, 20:32 GMT; s/n 258-1101; miejsce startu: Vandenberg (LC 75-3-5), USA
Ładunek: Discoverer 19; Uwagi: start udany
5. 17 lutego 1961, 20:25 GMT; s/n 298-1104; miejsce startu: Vandenberg (LC 75-3-4), USA
Ładunek: Discoverer 20; Uwagi: start udany
6. 18 lutego 1961, 22:58 GMT; s/n 251-1102; miejsce startu: Vandenberg (LC 75-3-5), USA
Ładunek: Discoverer 21; Uwagi: start udany
7. 30 marca 1961, 20:34:43 GMT; s/n 300-1105; miejsce startu: Vandenberg (LC 75-3-4), USA
Ładunek: Discoverer 22; Uwagi: start nieudany – w wyniku usterki mechanicznej drugi człon nie osiągnął wymaganej prędkości
8. 8 kwietnia 1961, 19:21 GMT; s/n 307-1106; miejsce startu: Vandenberg (LC 75-3-5), USA
Ładunek: Discoverer 23; Uwagi: start udany
9. 8 czerwca 1961, 21:16 GMT; s/n 302-1108; miejsce startu: Vandenberg (LC 75-3-4), USA
Ładunek: Discoverer 24; Uwagi: start nieudany – usterka elektryczna spowodowała, że człon Agena B nie odłączył się od członu Thor DM-19
10. 16 czerwca 1961, 23:02 GMT; s/n 302-1107; miejsce startu: Vandenberg (LC 75-1-1), USA
Ładunek: Discoverer 25; Uwagi: start udany
11. 7 lipca 1961, 23:29:48 GMT; s/n 308-1109; miejsce startu: Vandenberg (LC 75-3-5), USA
Ładunek: Discoverer 26; Uwagi: start udany
12. 21 lipca 1961, 22:35 GMT; s/n 322-1110; miejsce startu: Vandenberg (LC 75-3-4), USA
Ładunek: Discoverer 27; Uwagi: start nieudany – rakieta nabrała nienormalnego przechyłu i uległa samodestrukcji ze względów bezpieczeństwa
13. 4 sierpnia 1961, 00:01 GMT; s/n 309-1111; miejsce startu: Vandenberg (LC 75-1-1), USA
Ładunek: Discoverer 28; Uwagi: start nieudany – awaria systemu kontroli członu Agena B - wygenerował za mały ciąg
14. 30 sierpnia 1961, 20:00 GMT; s/n 323-1112; miejsce startu: Vandenberg (LC 75-3-4), USA
Ładunek: Discoverer 29; Uwagi: start udany
15. 12 września 1961, 19:59 GMT; s/n 310-1113; miejsce startu: Vandenberg (LC 75-3-5), USA
Ładunek: Discoverer 30; Uwagi: start udany
16. 17 września 1961, 21:00 GMT; s/n 324-1114; miejsce startu: Vandenberg (LC 75-1-1), USA
Ładunek: Discoverer 31; Uwagi: start udany
17. 13 października 1961, 19:22 GMT; s/n 328-1115; miejsce startu: Vandenberg (LC 75-3-4), USA
Ładunek: Discoverer 32; Uwagi: start udany
18. 23 października 1961, 19:23 GMT; s/n 329-1116; miejsce startu: Vandenberg (LC 75-3-5), USA
Ładunek: Discoverer 33; Uwagi: start nieudany – przedwczesne wyłączenie się silnika członu Agena B
19. 5 listopada 1961, 20:00 GMT; s/n 320-1117; miejsce startu: Vandenberg (LC 75-1-1), USA
Ładunek: Discoverer 34; Uwagi: start udany
20. 15 listopada 1961, 21:23 GMT; s/n 326-1118; miejsce startu: Vandenberg (LC 75-3-4), USA
Ładunek: Discoverer 35; Uwagi: start udany
21. 12 grudnia 1961, 20:40 GMT; s/n 325-1119; miejsce startu: Vandenberg (LC 75-3-4), USA
Ładunek: Discoverer 36, OSCAR 1; Uwagi: start udany
22. 13 stycznia 1962, 21:41 GMT; s/n 327-1120; miejsce startu: Vandenberg (LC 75-3-4), USA
Ładunek: Discoverer 37; Uwagi: start nieudany – awaria członu Agena B. Ładunek nie osiągnął orbity
23. 21 lutego 1962, 18:44 GMT; s/n 332-2301; miejsce startu: Vandenberg (LC 75-3-5), USA
Ładunek: Ferret 1; Uwagi: start częściowo udany – człon Agena B nie włączył się drugi raz, wobec czego nie osiągnięto orbity kołowej
24. 27 lutego 1962, 19:39 GMT; s/n 241-1123; miejsce startu: Vandenberg (LC 75-3-4), USA
Ładunek: Discoverer 38; Uwagi: start udany
25. 18 kwietnia 1962, 00:54 GMT; s/n 331-1124; miejsce startu: Vandenberg (LC 75-3-5), USA
Ładunek: Discoverer 39; Uwagi: start udany
26. 29 kwietnia 1962, 00:30 GMT; s/n 333-1125; miejsce startu: Vandenberg (LC 75-3-4), USA
Ładunek: Corona 40; Uwagi: start udany
27. 15 maja 1962, 19:36 GMT; s/n 334-1126; miejsce startu: Vandenberg (LC 75-3-5), USA
Ładunek: Corona 41; Uwagi: start udany
28. 30 maja 1962, 01:00 GMT; s/n 336-1128; miejsce startu: Vandenberg (LC 75-3-1), USA
Ładunek: Corona 42; Uwagi: start udany
29. 2 czerwca 1962, 00:31 GMT; s/n 335-1127; miejsce startu: Vandenberg (LC 75-3-4), USA
Ładunek: Corona 43, OSCAR 2; Uwagi: start udany
30. 18 czerwca 1962, 20:20 GMT; s/n 343-2312; miejsce startu: Vandenberg (LC 75-3-5), USA
Ładunek: Ferret 2; Uwagi: start udany
31. 23 czerwca 1962, 00:30 GMT; s/n 339-1129; miejsce startu: Vandenberg (LC 75-3-4), USA
Ładunek: Corona 44; Uwagi: start udany
32. 21 lipca 1962, 00:56 GMT; s/n 342-1130; miejsce startu: Vandenberg (LC 75-3-5), USA
Ładunek: Corona 46; Uwagi: start udany
33. 28 lipca 1962, 00:30 GMT; s/n 347-1131; miejsce startu: Vandenberg (LC 75-3-4), USA
Ładunek: Corona 47; Uwagi: start udany
34. 1 września 1962, 20:39 GMT; s/n 348-1132; miejsce startu: Vandenberg (LC 75-3-5), USA
Ładunek: Corona 50; Uwagi: start udany
35. 17 września 1962, 23:46 GMT; s/n 350-1133; miejsce startu: Vandenberg (LC 75-3-4), USA
Ładunek: Corona 51, ERS 2; Uwagi: start udany
36. 29 września 1962, 06:05 GMT; s/n 341-6101; miejsce startu: Vandenberg (LC 75-1-1), USA
Ładunek: Alouette 1; Uwagi: start udany
37. 9 października 1962, 18:35 GMT; s/n 352-1134; miejsce startu: Vandenberg (LC 75-3-4), USA
Ładunek: Corona 53; Uwagi: start udany
38. 5 listopada 1962, 22:04 GMT; s/n 356-1136; miejsce startu: Vandenberg (LC 75-3-4), USA
Ładunek: Corona 55; Uwagi: start udany
39. 22 listopada 1962, 22:01 GMT; s/n 367-1135; miejsce startu: Vandenberg (LC 75-3-4), USA
Ładunek: Corona 56; Uwagi: start udany
40. 16 stycznia 1963, 21:59 GMT; s/n 363-2313; miejsce startu: Vandenberg (LC 75-3-5), USA
Ładunek: Ferret 3; Uwagi: start udany
41. 25 stycznia 1964, 13:59:04 GMT; s/n 397-6301; miejsce startu: Vandenberg (LC 75-1-1), USA
Ładunek: Echo 2; Uwagi: start udany
42. 28 sierpnia 1964, 07:56 GMT; s/n 399-6201; miejsce startu: Vandenberg (LC 75-1-1), USA
Ładunek: Nimbus 1; Uwagi: start częściowo udany – w wyniku przedwczesnego wyłączenia się 2. członu osiągnięto orbitę inną od planowanej
43. 29 listopada 1965, 04:48:47 GMT; s/n 453-6102; miejsce startu: Vandenberg (LC 75-1-1), USA
Ładunek: Alouette 2, Explorer 31; Uwagi: start udany

## Thor SLV-2A Agena B
Thor SLV-2A Agena B – trzyczłonowa amerykańska rakieta nośna używana przez Siły Powietrzne Stanów Zjednoczonych. Odmiana rakiety Thor Agena B. Startowała tylko dwa razy.

### Chronologia
1. 29 czerwca 1963, 22:30 GMT; s/n 380-2314; miejsce startu: Vandenberg (LC 75-3-5), USA
Ładunek: Ferret 4; Uwagi: start udany
2. 15 maja 1966, 07:55:34 GMT; s/n 456-6202; miejsce startu: Vandenberg (LC 75-1-1), USA
Ładunek: Nimbus 2; Uwagi: start udany